# Relations entre l'Azerbaïdjan et le Venezuela
Les relations entre l'Azerbaïdjan et le Venezuela sont les relations extérieures entre la république d'Azerbaïdjan et la république bolivarienne du Venezuela.

## Histoire
Les relations diplomatiques entre l'Azerbaïdjan et le Venezuela ont été établies en 1995. L'ambassade du Venezuela a été officiellement inaugurée à Bakou en 2018.